# Makso Baće
Makso Baće-Milić, hrvaški general, politik in diplomat, * 12. oktober 1914, † 4. december 2005.

## Življenjepis
Leta 1934 je postal član KPJ. Med letoma 1937 in 1939 je sodeloval v španski državljanski vojni.
Leta 1941 se je pridružil NOVJ. Med drugo svetovno vojno je bil poveljnik Skupine partizanskih odredov Dalmacije, načelnik štaba 8. korpusa in poveljnik 26. divizije.
Po vojni je vstopil v politiko. Postal je pomočnik ministra za notranje zadeve, minister za pomorstvo SFRJ, veleposlanik na Japonskem in na Švedskem, predsednik odbora Zvezne ljudske skupščine, podpredsednik Sabora SR Hrvaške,... Leta 1959 je postal član CK ZKH.

## Odlikovanja
- red narodnega heroja
- red partizanske zvezde